# سیارک ۳۴۰۸
سیارک ۳۴۰۸ (به انگلیسی: 3408 Shalamov، نامگذاری:1977QG4) سه هزار و چهارصد و هشتمین سیارک کشف شده‌است که در ۱۸ اوت ۱۹۷۷ کشف شد.
قدر مطلق سیارک برابر ۱۳٫۲۰ است.